# Aulu-Gelle
Aulu-Gelle (en latin Aulus Gellius), né à Rome entre 123 et 130 et mort vers 180, est un magistrat, grammairien et compilateur latin du IIe siècle. 
Il est l'auteur d'un ouvrage d'érudition en vingt livres intitulé les Nuits attiques.

## Biographie
Les informations sur sa vie ne viennent que de son propre texte. Il étudia à Rome la grammaire auprès de Sulpice Apollinaire, la rhétorique auprès d'Antonius Julianus et Fronton, la philosophie auprès de Favorinus. Dans les années 150 ou 160, il fit un long séjour à Athènes (au moins deux ou trois ans), où il fréquenta notamment Hérode Atticus et suivit les cours du philosophe platonicien Taurus de Béryte. Il connaissait sans doute aussi Apulée. Il exerça la fonction de juge d'un tribunal civil à Rome. 
De ses nombreuses lectures, souvenirs de cours, recherches personnelles, etc., naquirent les Nuits attiques (Noctes Atticæ) : il a donné ce titre à son livre parce qu'il a commencé à le composer (« commentationes hasce ludere ac facere exorsi sumus ») dans la campagne de l'Attique pendant les longues soirées d'un hiver, l'achevant ensuite à Rome. C'est un ouvrage foisonnant d'érudition, en 20 livres (dont le huitième, perdu, n'est connu que par un sommaire), où il aborde pêle-mêle (et délibérément sans ordre) littérature, arts, philosophie, histoire, droit, géométrie, médecine, sciences naturelles et météorologie. L'objectif de l'auteur a été notamment d'offrir à ses enfants un moyen agréable pour s'instruire.
Les sujets sont abordés en petits essais qui prennent souvent la forme de petites scènes montrant ses illustres contemporains ou des hommes célèbres du passé conversant ou enseignant. Grâce aux citations dont regorge l'ouvrage (notamment d'auteurs archaïques, très prisés par l'auteur : Caton l'Ancien, Ennius, Naevius, Pacuvius...), des fragments de nombreuses œuvres perdues sont préservés. Environ 275 auteurs sont cités, aussi bien grecs que latins, ce qui illustre le parfait bilinguisme de la classe cultivée de son époque. L'un des thèmes de prédilection est d'ailleurs la comparaison entre le latin et le grec, et les auteurs des deux langues (par exemple Homère et Virgile, Ménandre et Caecilius Statius).
L'editio princeps a été réalisée à Rome, en 1469, par Giovanni Andrea Bussi, assisté de Théodore Gaza pour le grec. Il y eut de nombreuses autres éditions aux XVIe  et XVIIe siècles (à Paris de Josse Bade en 1526 et 1532, d'Henri Estienne en 1585, etc.). La première édition critique fut celle de Jakob Gronovius, à Leyde, en 1706. Plus récemment, une importante édition a été réalisée par Martin Julius Hertz, à Breslau, en 1883/1886.

#### Éditions
- Consulter la liste des éditions des œuvres de cet auteur

#### Études
- Silvia Jannaccone, Studi Gelliani, Milan, Marzorati, 1947.
- R. Marache, La Critique littéraire de langue latine, Rennes, Plihon,1952.
- (en) L. Holford-Strevens, Aulus Gellius: an Antonine scholar and his achievement, Oxford University Press, 2003.
- (en) L. Holford-Strevens et A. Vardi (dir.), The Worlds of Aulus Gellius, Oxford University Press, 2007.